# Atletiek op de Paralympische Zomerspelen 2024 - Verspringen mannen T36
Het Verspringen voor mannen klasse T36 op de Paralympische Zomerspelen 2024 vond plaats van op 2 september in het Stade de France. Deze klasse is voor atleten met cerebrale parese Deze atleten vertonen onwillekeurige bewegingen waarbij alle vier de ledematen aangedaan zijn. Ze lopen meestal zonder hulpmiddelen. Titelverdediger was Evgenij Torsoenov uit Oekraïne, die in 2024 zijn titel wist te prolongeren. Aser Ramos uit Brazilië behaalde het zilver en Alexander Litvinenko uit Oekraïne won de bronzen medaille.

## Records
Voorafgaand aan het toernooi waren dit het wereldrecord en het Paralympisch record.
| Wereldrecord        | Evgenij Torsoenov                 | 6.05 | Jekaterinenburg | 5 juni 2024      |
| Paralympisch record | Russische ploeg Evgenij Torsoenov | 5.76 | Tokio           | 30 augustus 2021 |

## Uitslag
| Rang   | Atleet                    | Atleet | #1   | #2   | #3   | #4   | #5   | #6   | Resultaat | Bijz. |
| ------ | ------------------------- | ------ | ---- | ---- | ---- | ---- | ---- | ---- | --------- | ----- |
| Goud   | Evgenij Torsoenov         | NPA    | 5.61 | 5.76 | 5.48 | 5.63 | 5.61 | 5.83 | 5.83      | PR    |
| Zilver | Aser Ramos                | BRA    | 5.70 | 5.76 | 5.24 | x    | x    | x    | 5.76      |       |
| Brons  | Alexander Litvinenko      | UKR    | 5.76 | 5.49 | 5.46 | 5.56 | 5.52 | 5.54 | 5.76      | PB    |
| 4      | William Stedman           | NZL    | x    | 5.63 | 5.74 | 5.47 | 5.69 | x    | 5.74      |       |
| 5      | Yang Yifei                | CHN    | 5.49 | 5.63 | 5.05 | 5.64 | 5.47 | 5.56 | 5.64      | SB    |
| 6      | Rodrigo Parreira da Silva | BRA    | 5.37 | 5.54 | 5.51 | 5.60 | x    | 4.36 | 5.60      |       |
| 7      | Roman Pavlyk              | UKR    | 5.45 | 5.46 | 5.48 | 5.26 | 5.53 | 5.59 | 5.59      | SB    |
| 8      | Izzat Turgunov            | UZB    | x    | 5.43 | 5.55 | 5.34 | 5.27 | 5.58 | 5.58      | SB    |
| 9      | Segio Markieviche         | ARG    | 5.08 | x    | 5.11 |      |      |      | 5.11      |       |